# WTA-toernooi van Nanjing
Het WTA-toernooi van Nanjing was een eenmalig tennistoernooi voor vrouwen dat van 26 oktober tot en met 3 november 2013 plaatsvond in de Chinese stad Nanjing. De officiële naam van het toernooi was Nanjing Ladies Open en het werd gespeeld op hardcourt.
Enkele malen (in 2000, 2005, 2006 en 2010) vond hier een ITF-toernooi plaats. De WTA organiseerde het toernooi in 2013, toen het in de categorie "Challenger" viel.

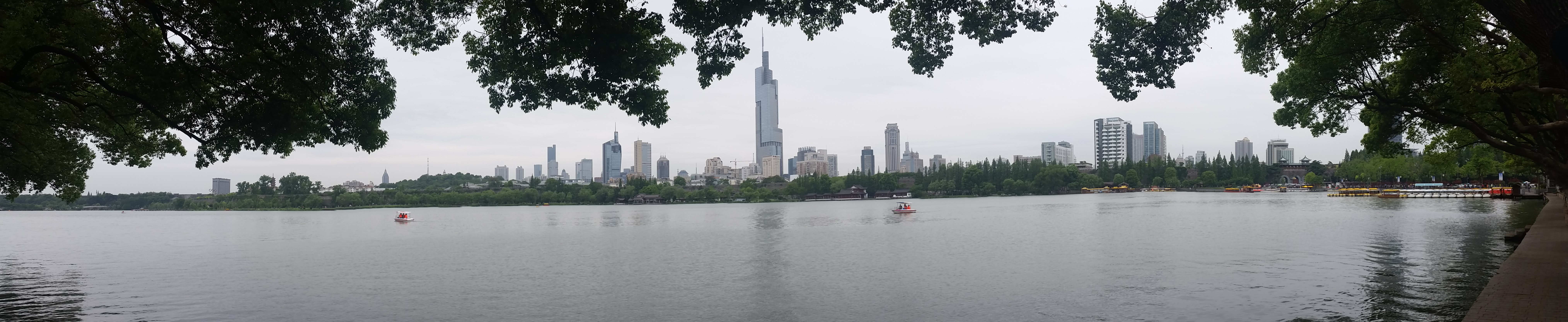
Skyline van Nanjing

## Finales

### Enkelspel
| Datum      | Naam                | Cat.       | ($)     | Ondergrond        | Winnares    | Verliezend finaliste | Uitslag   |         |
| ---------- | ------------------- | ---------- | ------- | ----------------- | ----------- | -------------------- | --------- | ------- |
| 2013-10-26 | Nanjing Ladies Open | Challenger | 125.000 | hardcourt, buiten | Zhang Shuai | Ayumi Morita         | 6-4, opg. | details |

### Dubbelspel
| Datum      | Naam                | Cat.       | ($)     | Ondergrond        | Winnaressen         | Verliezend finalistes          | Uitslag  |         |
| ---------- | ------------------- | ---------- | ------- | ----------------- | ------------------- | ------------------------------ | -------- | ------- |
| 2013-10-26 | Nanjing Ladies Open | Challenger | 125.000 | hardcourt, buiten | Misaki Doi Xu Yifan | Jaroslava Sjvedova Zhang Shuai | 6-1, 6-4 | details |

2013
ITF-toernooien (mannen en vrouwen)

ATP-toernooien (mannen) – ATP-seizoen 2025

WTA-toernooien (vrouwen) – WTA-seizoen 2025

Voormalige toernooien mannen
Voormalige toernooien vrouwen
Voormalige amateurtoernooien